# Phytochemistry
Phytochemistry (nach ISO 4-Standard in Literaturzitaten auch mit Phytochemistry bezeichnet) ist eine wissenschaftliche Fachzeitschrift für Phytochemie, die vom Elsevier-Verlag veröffentlicht wird. Die Zeitschrift ist ein offizielles Publikationsorgan der Phytochemical Society of Europe und der Phytochemical Society of North America und erscheint mit zwölf Ausgaben im Jahr. Es werden Artikel veröffentlicht, die sich mit chemischen, biochemischen und molekularbiologischen Fragestellungen der Botanik beschäftigen.
Der Impact Factor lag im Jahr 2014 bei 2,547. Nach der Statistik des ISI Web of Knowledge wird das Journal mit diesem Impact Factor in der Kategorie Biochemie und Molekularbiologie an 156. Stelle von 289 Zeitschriften und in der Kategorie Botanik an 53. Stelle von 200 Zeitschriften geführt.